# 臺南市南區省躬國民小學
22°55′57″N 120°10′48″E / 22.932405°N 120.179881°E
臺南市南區省躬國民小學（簡稱省躬國小）為臺灣臺南市南區的一所國民小學，其源自1912年設立的安平公學校永寧分校。

## 校史
1911年5月24日，安平區長陳金聲、永寧區長陳坤其、新鯤區長鄭塗、外武定區長徐世澤向臺灣總督府申請設立「安平公學校灣裡分校」；但由於校名與既有的灣裡公學校（今善化國小）重複，為了避免校名混淆，在1912年3月14日申請將新設學校改為「安平公學校永寧分校」，並在1912年4月1日成立，以當地的大廟作為臨時教室，位在臺南廳永寧里灣裡庄，之後約在1914年搬到了省躬國小現址。1916年4月24日，永寧分校獨立為「永寧公學校」，並於1920年4月在喜樹設置分離教室，但之後在1926年9月廢止。1941年4月1日，學校改制為「壽國民學校」，此時的地址為臺南州臺南市灣裡1890番地。
二戰後，學校在1945年11月改為臺南市「南區第二國民學校」，在1946年9月改為「省躬國民學校」，在1948年8月設立「喜樹分校」。1968年8月1日，因九年國民教育實施而改稱「省躬國民小學」。

## 歷任校長
日治時期
1. 阪間仁太郎：1912年~1914年，原任臺南第二公學校教諭，後任內新化公學校長
2. 赤松二三：1915年~1921年，原任臺南第二公學校教諭，後任關廟公學校長
3. 美谷助治：1922年~1925年，原任車路墘公學校長，後任關廟公學校長
4. 名城政成：1926年，原任歸仁公學校長
5. 藤下蓮誠：1927年~1929年，原任大潭公學校長，後任下潭公學校長
6. 竹下實雄：1916年~1937年，原任仁德公學校長，後任歸仁公學校長
7. 川森重治：1939年~1941年，原任大山腳公學校長，後任善化東國民學校長
8. 栗田利重：1942年，原任真砂國民學校長
9. 平田三四郎：1943年~1945年，原任南門國民學校教頭

戰後
1. 王發達
2. 蔡德銓
3. 黃朝漢
4. 蘇守禮
5. 吳錦
6. 曾振家聲
7. 鄭和信
8. 曾耀崑
9. 郭樸梃
10. 溫禎祥
11. 盧朱珍
12. 李忠堅
13. 林武俊
14. 蘇柏文
15. 葉瑞森
16. 鄭艷紅
17. 呂岳霖
18. 鄭福海
19. 邱榮芳
20. 郭龍咸
21. 李俊興
22. 謝辰育（現任）